# بلوچی (لارستان)
بلوچی، روستایی در دهستان درز و سایبان بخش مرکزی شهرستان لارستان در استان فارس ایران است.

## موقعیت جغرافیایی
این روستا از شرق به منطقه کهن و روستای شهدادی و از غرب به سایبان مشرف می‌باشد، همچنین آبادی‌های تُمپُلِی و پارَگی در غرب این روستا واقع می‌باشند. در شمال این روستا کوه گله گاه و در جنوب آن کوه روک قرار دارد. رودخانه کر و ایستگاه راه‌آهن در شرق روستا واقع شده‌است.

## شغل
شغل اکثر اهالی روستا کشاورزی و دامداری می‌باشد. برخی از محصولات کشاورزی روستا عبارتست از گندم، جو، کنجد، ذرت، هندوانه، خربزه و غیره.

## جمعیت
بر پایه سرشماری عمومی نفوس و مسکن در سال ۱۳۹۵، جمعیت این روستا برابر با ۱۴۲ نفر (۴۹ خانوار) بوده است.